# 松茂係長
松茂係長（まつしげかかりちょう）は、徳島県板野郡松茂町のマスコットキャラクターである。

## プロフィール
- 名前：松茂係長
- 生誕地：月
- 誕生日：8月1日
- 性別：男
- 性格：のんびり屋
- 趣味：釣り、料理
- 体型：体：サツマイモ、耳：ダイコン、鞄：レンコン、全身：町の特産品。
- 職業：公務員
- 資格：
- 設定：月見ケ丘海浜公園から見上げる人々の視線に気付いた月のウサギが地上に降り立ち、町のPRに一役買う。

## 誕生まで
松茂町は、タウン誌「あわわFREE」を発行するあわわに委託し、9月にデザインを公募した。
公募に対して町内外から363点の作品が寄せられ、あわわ社員と松茂町住民代表らによる審査で3点に絞られた。11月に松茂町広報誌「広報まつしげ」で総選挙を実施し、町民による投票で1657票の投票があり、松茂係長が最多の734票を集め、採用された。松茂町は着ぐるみを作り、2017年春に行われる松茂町役場新庁舎落成式典でお披露目した。

## 沿革
- 2016年08月25日 - ゆるキャラデザイン募集開始。 募集をあわわに委託[1]。
- 2016年09月30日 - ゆるキャラデザイン締切日[1]。
- 2016年11月 - 松茂町広報誌「広報まつしげ」で総選挙実施[1]。

## 出演
- YouTube『エガちゃんねる』（2024年4月19日） - 江頭2:50と共演